# René Hardy
René Hardy (Mortrée, 31 de outubro de 1911 - 12 de abril de 1987) foi um membro da Resistência francesa durante a Segunda Guerra Mundial. Foi capturado pela Gestapo e aceitou trabalhar com Klaus Barbie, embora não seja claro o que isso implicava. É possível que ele tenha dado às SS informação que conduziu à captura de Jean Moulin e vários outros líderes da resistência durante uma reunião em 21 de junho de 1943. O facto de Hardy ter escapado levou vários líderes da resistência, entre os quais Lucie Aubrac, a desconfiar que era um traidor.
Depois da guerra, Hardy foi acusado e julgado por duas vezes por colaboração com os alemães, mas foi ilibado em ambas as ocasiões, apesar de ter cometido perjúrio durante o primeiro julgamento. Pouco antes da sua morte foi acusado novamente por Klaus Barbie, mas morreu antes de ser novamente levado a tribunal.